# HMS Ranee (D03)
Авіаносець «Рані» (англ. HMS Ranee (D03))) — ескортний авіаносець США часів Другої світової війни типу «Боуг» (2 група, тип «Ameer»/«Ruler»), переданий ВМС Великої Британії за програмою ленд-лізу.

## Історія створення
Авіаносець «Рані» був закладений 5 січня 1943 року на верфі «Seattle-Tacoma Shipbuilding Corporation» під назвою «USS Niantic (CVE-46)». Спущений на воду 2 червня 1943 року. Переданий ВМС Великої Британії, вступив у стрій під назвою «Рані» 8 листопада 1943 року.

## Історія служби
Після вступу у стрій «Рані» перейшов в Англію в листопаді 1944 року та перевозив літаки зі США в Англію.
З січня по травень 1945 року авіаносець здійснював перевезення літаків на Тихому океані.
22 січня 1947 року авіаносець «Рані» був повернутий США, де був виключений зі списків флоту і незабаром переобладнаний на торгове судно «Friesland». У 1967 році воно було перейменоване на «Pacific Breeze».
Корабель був проданий на злам у 1974 році, розібраний на метал у 1975 році на Тайвані.